# Assemblée des représentants (Tadjikistan)
Pour les autres articles nationaux ou selon les autres juridictions, voir Assemblée des représentants.
VIIe législature
Nouveau siège de l'Assemblée des représentants
L'Assemblée des représentants (en tadjik : Маҷлиси намояндагон, Majlisi namoyandagon) est la chambre basse de l'Assemblée suprême du Tadjikistan, son parlement bicaméral.

## Système électoral
L'Assemblée des représentants est composée de 63 sièges renouvelés tous les cinq ans selon un mode de scrutin parallèle. Sont ainsi à pourvoir 41 sièges au scrutin uninominal majoritaire à deux tours dans autant de circonscriptions électorales, auxquels se rajoutent 22 sièges pourvus au scrutin proportionnel plurinominal dans une unique circonscription nationale avec des listes fermées et un seuil électoral de 5 %. Les électeurs ne disposent que d'un seul vote, celui pour un candidat dans une circonscription locale au premier tour comptant pour un vote pour son parti au niveau national. Dans chaque circonscription, un quorum de 50 % de participation est exigé pour que le résultat soit considéré comme valide.